# Складочный тупик
Скла́дочный тупи́к — небольшая улица на севере Москвы в районе Марьина Роща от Складочной улице.

## Происхождение названия
Назван в 1991 году по близлежащей Складочной улице.

## Расположение
Складочный тупик начинается от Складочной улицы, проходит на север и кончается тупиком у 6-го автобусного парка и складских помещений Московского завода детского питания.